# Zorzines yoshimotoi
Zorzines yoshimotoi är en fjärilsart som beskrevs av Katsumi Yazaki 1987. Zorzines yoshimotoi ingår i släktet Zorzines och familjen nattflyn. Inga underarter finns listade i Catalogue of Life.